# Benvenida Abrabanel
Benvenida Abravanel (ou Benvegnita, Bienvenita ou Bienvenida; Lisboa, c. 1473 — Ferrara, Itália, 1560) foi uma filantropa e empresária, a filha de José Abrabanel. Sua família era originária da Espanha; quando os judeus foram expulsos da Espanha em 1492. Ela era tutora de  Eleonora de' Medici. Ela se casou com seu primo Samuel Abrabanel. O governo de Nápoles obrigou os judeus a saírem para fora da cidade, em 1541; ela se mudou com o marido para Ferrara. Em Ferrara, hospedaram salões de beleza em sua casa. Seu marido morreu em 1547; Benvenida assumiu o negócio que ele tinha executado. Ela também doou dinheiro para os judeus pobres na cidade. Ela morreu em 1560.

## Samuel Abravanel
Samuel Abravanel (Lisboa, 1473-Ferrara, 1551) era o filho mais novo de Isaac Abravanel, e neto de Judá. Seu pai o enviou para Salonica para prosseguir os seus estudos  talmúdicos, onde se tornou aluno de Joseph Fasi. Ele viveu em Nápoles e foi empregado como financiador pelo vice-rei Don Pedro de Toledo. Samuel foi um patrono da aprendizagem judaica. Sua casa era um resort favorito para estudiosos judeus e cristãos. O português refugiado David ben Yachya, a quem Samuel conseguiu colocar como rabino em Nápoles, e Baruch de Benevento, um cabalista, eram seus amigos íntimos. Seguindo os passos de seu pai, e auxiliado por sua esposa, Samuel estava sempre pronto para defender seus companheiros judeus. Quando Carlos V emitiu um édito para expulsar os judeus de Nápoles, Benvenida, com a ajuda de Leonora, interveio em seu nome de forma tão eficaz que o decreto foi revogado. Mas vários anos mais tarde, quando Carlos V ordenou os judeus a deixarem a terra ou a usarem o distintivo, os Abravanel estabeleceram-se em Ferrara, onde Samuel morreu 1551, e Benvenida três anos depois.